# Хуманизам (књижевност)
Хуманизам (латински), културни и филозофско-научни покрет који је тежио образовању личности по античким узорима; у ширем смислу речи обнова класичне културе. 
Хуманизам и ренесансу је условило више фактора. Незадовољство средњим веком, где је црква била свемоћна и кажњавала сваког ко не мисли као она, настанак градова и појаве грађанске класе, као и проналасци у науци (развијају се математика, географија, механика, астрономија...), само су неки од фактора... Окружени делима на латинском језику и античким грађевинама, почели су да се интересују за живот људи у време старог Рима и Грчке. Постоји неколико евентуалних разлога: да се побегне од постојећег живота или да се дође до сазнања о свему што је претходило. Хуманизам је заокрет средњег века ка свему што је античко. Хуманисти су људи који су учили латински и грчки језик, који су изучавали антички живот и уметност. Латински нису користили само за читање, него и за разговоре у салонима, као и за писање својих дела.
Хуманизам и ренесанса траје од 14. па до краја 16. века. За ренесансу је везан појам хуманизма. Хуманизам је један вид ренесансе.
Колевка му је Италија, а зачетник Петрарка. Убрзо се проширило и на остатак Европе. Узори су тражени и нађени у култури, животу, књижевности и уметности старих Грка и Римљана. Човек је тек у хуманизму доспео у сам центар пажње. До тада се све вртело о Богу и идеји да се треба одрицати од живота, док се у хуманизму веровало да се његова срећа налази на Земљи. У филозофији се заступало гледиште да је етички идеал слободан човек и да човек треба да буде мерило свих вредности. У средњем веку црква је потиснула тај идеал, па су хуманисти почели борбу против средњовековног-монашког гледања на свет и култ личности. Песници Петрарка, Бокачо и Алигијери су нашли у старим Римљанима идеале активних људи и националне величине Италије. Састављају се збирке дела пореклом из античког Рима, један од примера је и тзв. Gesta Romanorum.
Немачка је упознала хуманизам преко великих сабора у 14. веку, а вође су му били: Еразмо Ротердамски, Рајхлин и Меланхтон.
Хуманизам је оживео лаичко образовање, потиснуо схоластику, латински језик је поправљен по класичним узорима итд. У вези с хуманизмом је и реформација, јер је представљала побуну ослобађања личности против црквене стеге и догми. У 17. веку веку, пошто се губио у пуком формализму, хуманизам се у Немачкој морао повући пред животним реализмом, који је водио рачуна о професионалним и сталешким интересима и достигнућима природних наука; у Немачкој књижевности значајан допринос су дали: Лесинг, Хердер, Вилау, Гете, Шилер и др. Цео покрет је тежио да уздигне индивидуу на висину чисте човечности.